# Jaume Funes i Artiaga
Jaume Funes i Artiaga (Cornellà de Llobregat, 1947) és un psicòleg, educador i periodista català. Ha treballat a l'escola i en diverses administracions, en l'atenció educativa i terapèutica, la supervisió i l'acompanyament d'equips. Especialitzat en el món dels adolescents i les seves dificultats socials, ha estat professor i investigador en diverses universitats. El seu primer llibre que va publicar va ser La nueva delincuencia infantil y juvenil (1981). Els llibres més recents són Álex no entiende el mundo (2014) i Cal fer deures? Mares i pares que ajuden a aprendre. És col·laborador habitual de diversos mitjans de comunicació.